# Lyoness Open 2014
Het Lyoness Open is een golftoernooi van de Europese PGA Tour. Het Oostenrijks Open heet officieel voor de derde keer het Lyoness Open powered by Greenfinity. Het werd van 12-15 juni gespeeld op de Diamond Country Club in Atzenbrugg, Oostenrijk.
Het prijzengeld is € 1.000.000. Titelverdediger Joost Luiten miste op één slag de play-offs waarin het toernooi door Mikael Lundberg gewonnen werd.

## De baan
De Diamond Country Club heeft drie golfbanen. De Diamond Course werd in 2000 geopend en maakt deel uit van de European Tour Property, die nu in tien landen een golfbaan heeft. De baan is vlak en heeft op 13 holes water. In het afgelopen jaar werden enkele nieuwe bunkers aangelegd en enkele greens vergroot. 
| Hole   | 1   | 2   | 3   | 4   | 5   | 6   | 7   | 8   | 9   | Out  | 10  | 11  | 12  | 13  | 14  | 15  | 16  | 17  | 18  | In   | Totaal |
| ------ | --- | --- | --- | --- | --- | --- | --- | --- | --- | ---- | --- | --- | --- | --- | --- | --- | --- | --- | --- | ---- | ------ |
| Par    | 5   | 3   | 4   | 5   | 4   | 3   | 4   | 4   | 4   | 36   | 4   | 4   | 4   | 4   | 3   | 5   | 5   | 4   | 3   | 36   | 72     |
| Meters | 463 | 185 | 344 | 498 | 370 | 145 | 376 | 428 | 438 | 3247 | 461 | 400 | 433 | 338 | 206 | 555 | 540 | 448 | 168 | 3549 | 6796   |
| Yards  | 506 | 202 | 376 | 545 | 405 | 159 | 411 | 468 | 479 | 3551 | 504 | 437 | 474 | 370 | 225 | 607 | 591 | 490 | 184 | 3882 | 7433   |

## Verslag
Er doen maar vijf spelers uit de top-50 van de Race To Dubai mee, inclusief Joost Luiten, die nummer 14 staat. Miguel Ángel Jiménez is de hoogstgeplaatste en staat nummer 7. Hij trouwde onlangs met een Oostenrijkse en woont nu in Wenen. Ze speelden samen in de Pro-Am. Hij had ook Oostenrijkse Emma Spitz in zijn team, een 14-jarige speelster die in 2013 het English U13 Open in Devon won met 15 slagen voorsprong.

### Ronde 1
Fabrizio Zanotti uit Paraguay won in 2007 het Mexicaans Open dat toen ook meetelde voor de Europese Challenge Tour, en speelt sindsdien in Europa. Eind 2013 verloor hij zijn tourkaart maar op de Tourschool eindigde hij op de 2de plaats en in 2014 speelt hij weer op de Europese Tour. Hij begon in dit toernooi met vier birdies in de eerste zes holes. Op hole 15 maakte hij zijn enige bogey, zodat hij op -3 eindigde, zoals  kort daarna Scott Henry, Victor Riu en Richard Bland ook binnenkwamen. Allen werden 's middags ingehaald. De dag eindigde met Adam Gee en Mikael Lundberg aan de leiding met -5.
Joost Luiten en Thomas Pieters werden samen met Anders Hansen ingedeeld, en startten om 13:00 uur op de eerste tee. Luiten en Pieters speelden beiden de ronde in 72 slagen en eindigden op de 34ste plaats, net als Sam Straka, de beste Oostenrijkse amateur. Beste Oostenrijkse pro was Florian Praegant, die met -2 op de 14de plaats kwam.

### Ronde 2
Mikael Lundberg, die zes jaar geleden zijn laatste overwinning behaalde, speelde met Lee Slattery; beide heren speelden de eerste megen holes in 33 slagen (-3), maar op hole 15 en 16 maakte Slattery een birdie en een eagle waarna hij nog maar 1 slag achter Lundberg stond. bleef aan de leiding, maar Adam Gee maakte vijf bogeys en zakte wat af in het klassement. Joost Luiten had een mooie score en steeg ongeveer 30 plaatsen. Sihwan Kim had ook een goede ronde en steeg naar de 2de plaats, maar de middagspelers moesten nog binnenkomen.

Amateur Straka speelde 's ochtends en had een slechte score, maar bijna alle Oostenrijkers speelden 's middags. Na deze ronde was Bernd Wiesberger de beste Oostenrijker.

### Ronde 3
Mikael Lundberg liet het in deze ronde afweten en had acht slagen meer dan voor ronde 2. Joost Luiten en Bernd Wiesberger maakten rondes van -6 en stegen naar de eerste en tweede plaats. De beste ronde was van David Horsey, die daarmee op de 5de plaats kwam.

### Ronde 4
Luiten en Wiesberger slaan om kwart voor 1 af. Dat wordt een mooie finale voor de Oostenrijkse toeschouwers, de winnaar van 2013 en de beste Oostenrijkse speler. Na 16 holes stond Wiesberger op -12 en Luiten op -11. Mikael Lundberg, die vier holes voor hen speelde, had een ronde van -7 gemaakt en was ook op -12 gekomen. Het werd een play-off op hole 18, een par 3, waar Lundberg een birdie maakte en Wiesberger zich vervolgens gewonnen gaf. Lundberg's laatste overwinning was 125 toernooien geleden.
- Scores

| Naam             | R2D | OWGR | Score R1 | Score R1 | Nr  | Score R2 | Score R2 | Totaal | Nr  | Score R3 | Score R3 | Totaal | Nr  | Score R4 | Score R4 | Totaal | Nr  | Play-off | Nr |
| ---------------- | --- | ---- | -------- | -------- | --- | -------- | -------- | ------ | --- | -------- | -------- | ------ | --- | -------- | -------- | ------ | --- | -------- | -- |
| Mikael Lundberg  | 177 | 872  | 67       | -5       | T1  | 68       | -4       | -9     | 1   | 76       | +4       | -5     | T1  | 65       | -7       | -12    | T1  | 2        | 1  |
| Bernd Wiesberger | 46  | 69   | 71       | -1       | T26 | 70       | -2       | -3     | T9  | 66       | -6       | -9     | 2   | 69       | -3       | -12    | T1  | c        | 2  |
| Joost Luiten     | 14  | 45   | 72       | par      | T35 | 67       | -5       | -5     | T5  | 66       | -6       | -11    | 1   | 72       | par      | -11    | 3   |          |    |
| Lee Slattery     | 150 | 446  | 70       | -2       | T14 | 66       | -6       | -8     | 2   | 76       | +4       | -4     | T10 | 66       | -6       | -10    | 4   |          |    |
| Fabrizio Zanotti | 91  | 357  | 69       | -3       | T7  | 68       | -4       | -7     | 3   | 72       | par      | -7     | 3   | 71       | -1       | -8     | T5  |          |    |
| David Horsey     | 72  | 193  | 73       | +1       | T47 | 73       | +1       | +2     | T43 | 65       | -7       | -5     | T5  | 71       | -1       | -6     | T9  |          |    |
| Matthew Baldwin  | 63  | 265  | 68       | -4       | T3  | 73       | +1       | -3     | T10 | 70       | -2       | -5     | T5  | 72       | par      | -5     | T12 |          |    |
| Adam Gee         | 189 | 693  | 67       | -5       | T1  | 73       | +1       | -4     | T6  | 70       | -2       | -6     | 4   | 73       | +1       | -5     | T12 |          |    |
| Sihwan Kim       | 149 | 373  | 70       | -2       | T14 | 68       | -4       | -6     | 4   | 73       | +1       | -5     | T5  | 71       | -1       | -6     | T9  |          |    |
| Rhys Davies      | 166 | 499  | 68       | -4       | T3  | 71       | -1       | -5     | T5  | 77       | +5       | par    | T24 | 69       | -3       | -3     | T17 |          |    |
| Mikko Korhonen   | 151 | 445  | 75       | +3       | T76 | 67       | -5       | -2     | T19 | 74       | +2       | par    | T24 | 70       | -2       | -2     | 24  |          |    |
| Richard Finch    | 65  | 374  | 68       | -4       | T3  | 73       | +1       | -3     | T10 | 75       | +3       | par    | T24 | 72       | par      | par    | T32 |          |    |
| Thomas Pieters   | 64  | 285  | 72       | par      | T35 | 78       | +6       | +6     | MC  |          |          |        |     |          |          |        |     |          |    |

| Leider |  | Toernooirecord |  | R2D |  | OWGR |  | MC = missed cut = cut gemist | c = conceded |

## Spelers
| Europese Tour - Byeong-hun An - Fredrik Andersson Hed - Phillip Archer - Connor Arendell - Matthew Baldwin - Gaganjeet Bhullar - Richard Bland - Cyril Bouniol - Kristoffer Broberg - François Calmels - Johan Carlsson - SSP Chowrasia - Jens Dantorp - Rhys Davies - Robert Dinwiddie - Bradley Dredge - David Drysdale - Edouard Dubois - Nacho Elvira - Richard Finch - Mark Foster - Daniel Gaunt - Ricardo Gonzalez - Mathias Grönberg - Anders Hansen - JB Hansen - Søren Hansen - Chris Hanson - Andreas Hartø | - Tyrrell Hatton - James Heath - Scott Henry - Berry Henson - Michael Hoey - Keith Horne - David Horsey - Miguel Ángel Jiménez - Roope Kakko - Rikard Karlberg - Dodge Kemmer - Lloyd Kennedy - Sihwan Kim - Søren Kjeldsen - Jbe' Kruger - Joakim Lagergren - Peter Lawrie - Craig Lee - Tain Lee - Thomas Levet - José-Filipe Lima - Joost Luiten (2013) - Mikael Lundberg - Stuart Manley - Andrew Marshall - Andrew McArthur - Ruaidhri McGee - Damien McGrane - Jamie McLeary | - James Morrison - Matthew Nixon - Thomas Nørret - José María Olazabal - Adrian Otaegui - Brinson Paolini - John Parry - Kevin Phelan - Thomas Pieters - Victor Riu - Eduardo de la Riva - Robert Rock - Jake Roos - Brett Rumford - Adrien Saddier - Ricardo Santos - Jeev Milkha Singh - Patrik Sjöland - Lee Slattery - Gary Stal - Simon Thornton - Tjaart Van der Walt - Simon Wakefield - Anthony Wall - Romain Wattel - Peter Whiteford - Bernd Wiesberger (2012) - Fabrizio Zanotti | Voormalige winnaars - Kenneth Ferrie (2011) - José Manuel Lara (2010) - Mark Davis (1991) Invitaties - Jack Wilson - Garrick Porteous - Charles Davies - Petr Gal - Lukas Tintera - Oliver Bekker - Ross McGowan - Alex Haindl - Yevgeny Kafelnikov - Andrey Pavlov - Florian Fritsch - Javier Colomo - Daniel Vancsik - Phillip Price - Stephen Dodd - Johan Edfors | Nationale PGA - Georg Schultes - Rene Gruber - Moritz Mayrhauser - Berni Reiter - Lukas Nemecz - Leonhard Astl - Florian Praegant - Uli Weinhandl Amateurs - Jordan L Smith WAGR 61 - Markus Habeler WAGR 420 - Sam Straka WAGR 1428 - Seb. Wittmann WAGR 1699 - Gerold Folk - Alexander Kleszcz - Lukas Lipold WAGR = wereldranglijst |

Habeler en Lipold waren de beste amateurs in het Haugschlag NÖ Open '14 en deelden de 14de plaats.

Smith won de Brabazon Trophy '14
2010 · 2011 · 2012 · 2013 · 2014
 South African Open Championship ·
 Alfred Dunhill Championship ·
 Nedbank Golf Challenge ·
 Hong Kong Open ·
 Nelson Mandela Championship ·
 Volvo Golf Champions ·
 Abu Dhabi Golf Championship ·
 Commercialbank Qatar Masters ·
 Dubai Desert Classic ·
 Joburg Open ·
 Africa Open ·
 WGC-Accenture Match Play Championship ·
 Tshwane Open ·
 WGC-Cadillac Championship ·
 Trophée Hassan II ·
 EurAsia Cup ·
 NH Collection Open ·
 The Masters ·
 Maybank Malaysian Open ·
 Volvo China Open ·
 The Championship at Laguna National ·
 Madeira Islands Open ·
 Open de España ·
 BMW PGA Championship ·
 Nordea Masters ·
 Lyoness Open ·
 US Open ·
 Iers Open ·
 BMW International Open ·
 Open de France ·
 Scottish Open ·
 The Open Championship ·
 M2M Russian Open ·
 WGC-Bridgestone Invitational ·
 US PGA Championship ·
 Made in Denmark ·
 D+D Real Czech Masters ·
 Italiaans Open ·
 European Masters ·
 KLM Open ·
 Wales Open ·
 Ryder Cup ·
 Alfred Dunhill Links Championship ·
 Portugal Masters ·
 Volvo World Match Play Championship ·
 Perth International ·
 BMW Masters ·
 WGC-HSBC Champions ·
 Turks Open ·
 Dubai World Championship